# Ven Csia-pao
Ven Csia-pao (温家宝/溫家寶, Wen Jiabao, hangsúlyjelekkel Wēn Jiābǎo) (Tiencsin (天津, Tianjin), 1942. szeptember 19. –) kínai politikus, 2003–2013 között a Kínai Népköztársaság miniszterelnöke.

## Tanulmányai, korai pályája
A híres, 1904-ben alapított Nankaj (Nankai) főiskolán kezdte meg mérnöki tanulmányait, ahol annak idején Csou En-laj (周恩来, Zhou Enlai) is tanult. 1965 áprilisában lépett be a Kínai Kommunista Pártba. 1967-ben kezdett dolgozni, emellett posztgraduális tanulmányokat folytatott a pekingi geológiai intézetben.
1968-1978 között Kanszu (Gansu) tartományban dolgozott a helyi geológiai hivatalban. Aktivizálta magát a politikai munkában is és hamarosan a hivatal vezetője, majd a nemzeti erőforrások minisztere lett. Akkor került Pekingbe, amikor Hu Jao-pang (Hu Yaobang) pártfőtitkár éppen tehetséges kádereket keresett az országban tervezett átalakítási folyamatokhoz. Bevonták a párt vezetésébe került és gyorsan haladt előre a ranglétrán, hamarosan a KKP KB Politikai Bizottsága Állandó Bizottságának, azaz a kínai párt legfelső vezető testületének a tagja lett.
Ven Csia-pao (Wen Jiabao) az egyetlen jelenlegi kínai vezető, aki az Állandó Bizottság tagja maradt három egymást követő pártfőtitkár, Hu Jao-pang (Hu Yaobang), Csao Ce-jang (Zhao Ziyang) és Csiang Cö-min (Jiang Zemin)  alatt is. Politikai túlélőként a legnagyobb teljesítménye az volt, amikor Csao Ce-jang (Zhao Ziyang) közvetlen vezető munkatársaként 1989-ben részt vett főnökével a Tiananmen téren  tüntető diákokkal folytatott tárgyalásokban, és Zhao ezt közvetlenül követő bukása (a főtitkárt a kollektív vezetéssel való szembeszegülése miatt leváltották, és 2005-ös haláláig házi őrizetben tartották) nyomán is a vezetésben maradt.
Szakmai és politikai karrierje során hatékony technokratának bizonyult, aki elmélyült, aprólékos munkája mellett jól tudott összepontosítani a lényegi kérdésekre. Elődje, Zhu Rongji kínai miniszterelnök 1998-tól megbízta őt a mezőgazdasági, pénzügyi és környezetvédelmi politikák irányításával. Ezek ekkor is kulcsfontosságúak voltak,  különösen azért, mert Kína a Kereskedelmi Világszervezetbe való belépésre készült.

## Miniszterelnöki tevékenysége
Ven Csia-pao (Wen Jiabao) 2002 novembere óta a KKP PB Állandó Bizottságának rangsorban a harmadik számú tagja. Amikor 2003 márciusában Hu Csin-tao (胡錦濤/胡锦涛, Hu Jintao, hangsúlyjelekkel Hú Jǐntāo)  a hatalom átvételének folyamata során megválasztották köztársasági elnöknek, a kínai Országos Népi Gyűlés jóváhagyta Ven Csia-pao (Wēn Jiābǎo) miniszterelnöki kinevezését is.
Miniszterelnökként Ven Csia-pao (Wen Jiabao) irányítja a KNK gazdasági reformjait, amelyek ebben az időszakban a gazdasági növekedés primátusáról a társadalmi célok előtérbe helyezésére irányulnak. A növekedés újfajta, átfogó felfogásának az összefoglalása a „harmonikus társadalom” doktrínája.
Széles körű tapasztalatai a mezőgazdaság irányítása terén, amelyeket Zhu Rongji kormányzatában szerzett, nélkülözhetetlenek a kínai vezetők "negyedik generációja" számára, amikor azok felé a belső kínai régiók felé fordulnak, amelyek kimaradtak a gazdasági reform eddig eltelt két évtizedéből.
Bár eredetileg csendesnek és visszahúzódónak tartották, a miniszterelnökről kiderült, hogy jó kommunikátor és a "nép embere" - különösen Hu Csin-tao (Hu Jintao) elnökhöz képest, aki visszafogott és titokzatos személyiségnek látszik. Nagy a kontraszt a harmadik generációhoz, a Jiang Zemin vezette "sanghaji klikkhez" képest. Jiang, a kozmopolita világváros, Sanghaj volt polgármestere több nyelvet beszélő, urbánus, irodalmi műveltségű vezető volt és mint ilyen, távolabb állt a kínai nép tömegeitől.
Mind Hu Csin-tao (Hu Jintao), mind Ven Csia-pao (Wen Jiabao) esetében nagy szerepe volt üstökösszerű felemelkedésükben rendkívüli intelligenciájuknak, fotografikus memóriájuknak. 2003 márciusában az egyébként szerény Ven Csia-pao (Wen Jiabao) nyilvánosan megemlítette, hogy a svájci nagykövet egyszer számítógéphez hasonlította a memóriáját, és hozzátette: valóban, nagyon sok statisztikát tud fejből idézni. Konszenzuális vezetési stílusa széles körben elfogadottá tette személyét a pekingi vezetésben.
Határozott lépéseket tett a hagyományos kínai, és különösen a kínai kommunistákra jellemző titkolódzás felszámolására, a nyilvánosság felé fordulásra. 2003-ban véget vetett a madárinfluenzával kapcsolatos kormányzati tehetetlenségnek és hírzárlatnak. Nyíltan beszélt az AIDS és a kábítószerek terjedése elleni küzdelem szükségességéről, kábítószer-függőket kezelő intézményeket látogatott meg.

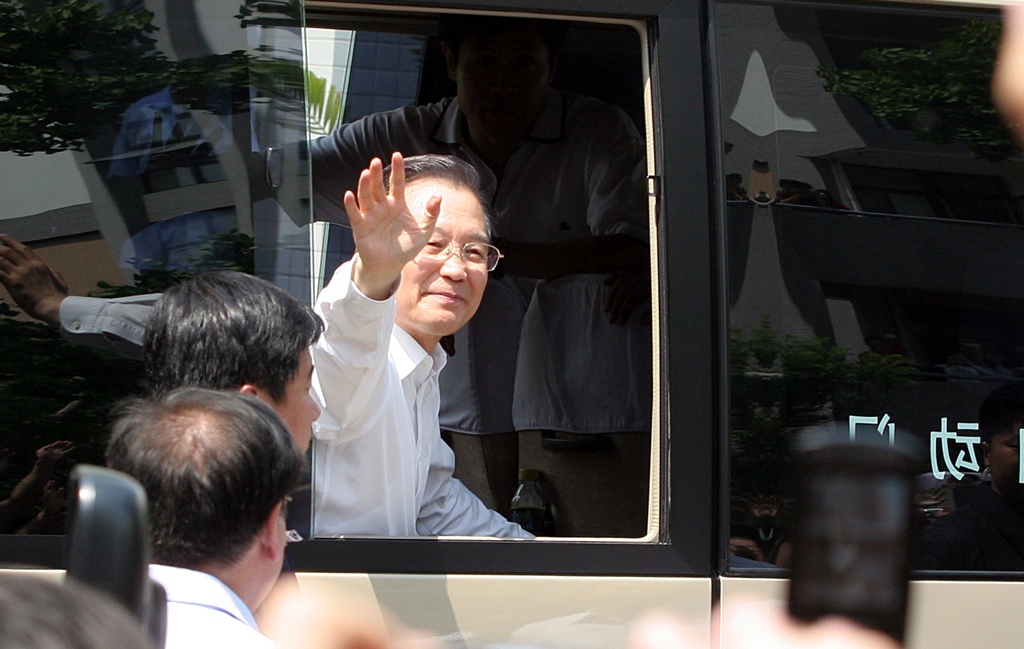
Ven Csia-pao (Wēn Jiābǎo) a Tsinghua Egyetemen

Gyakran tesz váratlan vidéki látogatásokat a valós helyzet megismerése érdekében. Népszerűsége jelentős, sokan Csou En-laj (Zhou Enlai)hoz hasonlítják. A külföldi sajtó számára is ő a legmagasabb elérhető forrás, sajtókonferenciáin ő igyekszik válaszolni a Tibetet, az emberi jogokat vagy Tajvant érintő "érzékeny" kérdésekre.
Sokan tehetséges diplomatának is tartják. 2003 decemberében, első egyesült államokbeli látogatásán elérte, hogy Bush elnök kritikai megjegyzést tegyen Tajvan elnökére. Kanadába és Ausztráliába is ellátogatott, ahol főleg gazdasági kérdésekről tárgyalt.
Ugyanakkor kemény fellépésekre is kész. 2005 márciusában a tajvani kérdés kiéleződése idején úgy nyilatkozott, hogy Kína nem kíván külföldi intervenciót, de nem is fél attól. 2007 márciusában ő jelentette be a katonai költségvetés jelentős emelését, ami éles bírálatokat váltott ki az Egyesült Államokban.
2008 januárjában, a súlyos természeti csapást jelentő kínai hóviharok idején ellátogatott Changsha és Guangzhou városok vasútállomásaira, és igyekezett megnyugtatni az ott rekedt tízezreket. Az ennél sokkal súlyosabb, igazi nemzeti katasztrófát jelentő 2008-as szecsuani földrengés idején is azonnal a helyszínre látogatott és a mentés feltételeinek biztosítása emellett igyekezett személyes együttérzését is kifejezni az áldozatokkal, ami jelentős mértékben növelte népszerűségét.

## Magyar vonatkozás
Ven Csia-pao (Wen Jiabao) 2011. június végén, 24 év után első kínai miniszterelnökként, hivatalos látogatást tett Magyarországon. A látogatás során tucatnyi fontos gazdasági megállapodást írtak alá a két ország között. Orbán Viktor és Ven Csia-pao (Wen Jiabao) közös sajtóértekezletükön új szövetségesi viszonyról, áttörésről beszéltek a két ország közötti kapcsolatokban. Az eset kapcsán a rendőrség megakadályozta, hogy tibeti aktivisták tüntessenek, a Bevándorlási Hivatal pedig több Magyarországon élő tibetit berendelt.